# Homeboys in Outer Space
Homeboys in Outer Space est une sitcom américaine de science-fiction en 21 épisodes de 22 à 24 minutes, diffusée entre le 27 août 1996 et le 13 mai 1997 sur le réseau UPN.
Cette série est inédite dans tous les pays francophones.

## Synopsis
Au XXIIIe siècle, deux astronautes, Tyberius Walker et Morris Clay, voyagent dans l'univers dans une voiture ailée, surnommée « Space Hoopty ». Cette voiture est pilotée par un ordinateur féminin doté de parole nommé Loquatia.

## Fiche technique
Sauf indication contraire, les informations mentionnées dans cette section peuvent être confirmées par la base de données cinématographiques IMDb,  présente dans la section « Liens externes ».
- Titre original : Homeboys in Outer Space
- Réalisation : Matthew Diamond, Patrick Maloney, Gerry Cohen, Albert Alarr, Howard Ritter et Tony Singletary
- Scénario : Ehrich Van Lowe, Mike Barker, Michael Price, Matt Weitzman, Jim Bernstein, Chris Cluess, Chuck Cummings, Lore Kimbrough, Michael Shipley, Gary H. Miller, Stan Foster, Bernie Kukoff, Jeff Martin, Miguel A. Núñez, Jr., Stu Kreisman et Lone Kimbrough
- Photographie : Walter Glover
- Musique : Kevin Guilaume
- Casting : Chemin Sylvia Bernard
- Montage : Michael Gavaldon
- Décors : Maralee Zediker
- Costumes : Tom Bronson
- Production : Stan Foster, Lore Kimbrough, Jeffrey Lampert, Miguel A. Núñez, Jr. et Ted Schachter
  - Producteur consultant : Al Jean, Gary H. Miller, Mike Reiss et Stu Kreisman
  - Producteur délégué : Wesley Oakley, Sr. et Ehrich Van Lowe
  - Producteur associé : Cheri Tanimura
- Sociétés de production : Sweet Lorraine Productions et Touchstone Television
- Société de distribution : Buena Vista Television
- Chaîne d'origine : UPN
- Pays d'origine :  États-Unis
- Langue originale : anglais
- Genre : Sitcom de science-fiction
- Durée : 22 à 24 minutes

## Distribution

### Acteurs principaux et secondaires
- Flex Alexander : Tyberius Walker
- Darryl M. Bell (en) : Morris Clay
- Rhona Bennett : Loquatia
- Kevin Michael Richardson : Vashti
- Paulette Braxton : Amma
- Peter Mackenzie (en) : Android Lloyd Wellington III
- James Doohan : Pippen
- Michael Colyar (en) : Milky Ray
- Luis Antonio Ramos (en) : Peacock

### Invités
- Joel Brooks : Major Domo
- Sherman Hemsley : lui-même
- Ethan Phillips : Inspecteur 17
- Marianne Muellerleile : Miss 2080
- Jean Speegle Howard : Ernestine
- Donald Gibb : Galdor
- Iqbal Theba : Habib
- Antonio Fargas : Dolomoth
- Lawrence Hilton-Jacobs : Staff
- Casey Kasem : Spacy Kasem
- David Lander : Inspecteur 17
- Edie McClurg : Demille
- Kenya Moore : Nefertiti
- Donovan Scott : Petery Barnum
- John Astin : Rhymer
- Gary Coleman : Snafu
- Erik Estrada : M. Dork
- Natasha Henstridge : Zima
- Little Richard : Ebolatolla
- Phina Oruche : la jolie femme
- George Takei : lui-même
- Shannon Tweed : Delia
- Burt Ward : Gerbil

## Épisodes
1. There's No Space Like Home, or Return of the Jed Eye
2. The Pleasure Planet Principle, or G Marks the Spot
3. Papa's Got a Brand New Old Bag, or That's No Lady, That's My Grandma
4. Behold a Pale Planet, or What if God Was One of Us
5. Loquatia Unplugged, or Come Back, Little Cyber
6. House Party, or Play That Funky White Music Droid
7. Dog Day Afternoon, or When the Going Gets Ruff
8. Devil in Miss Jones, or Dismember of the Wedding
9. Trading Faces, or All the King's Homeys
10. A Man's Place Is in the Homey, or The Stepford Guys
11. Homeboys in Wonderland, or Hoopty Doopty
12. Super Bad Foxy Lady Killer, or Ty and Morris Get the Shaft
13. Brother's Got No Soul, or I Love Lucifer
14. El Voyage Fantastico, or I've Got You Under My Skin
15. The Longest Yard and a Hald, or The Shawshank Redemption Center
16. An Officer and a Homeboy, or Full Metal Jackass
17. Happy Happy, Droid Droid, or Amma Sees Red
18. The Naked and the Dred, or The Toast of the Town
19. Tales from the Dark Side, or Ty Takes the Redeye
20. How the West Was Lost, or Daddy's Home
21. The Adventures of Ratman and Gerbil, or Holy Homeboys in Outer Space